# 朝陽科技大学
朝陽科技大学（ちょうようかぎだいがく、Chaoyang University of Technology、略称はCYUT）は、台湾台中市に位置する技術大学である、原名は「朝陽技術学院」、1994年に設置された、大学部は4年制と2年制に分類される。1997年8月1日「朝陽科技大学」と改称。現在は管理、理工、デザイン、人文社会、情報等の5学部、19学科、18研究所を備える。

## 歴史
| 年     | 月日    | 事項                       |
| ------ | ------- | -------------------------- |
| 1994年 | 4月14日 | 「朝陽技術学院」として開校 |
| 1997年 | 8月1日  | 「朝陽科技大学」と改称     |

## 組織
| - 教養課程センター - 管理学部 - 財務金融学科/大学院 - 会計学科/大学院 - レジャー事業管理学科/大学院 - 企業管理学科/大学院 - 保険金融管理学科/大学院 - 理工学部 - 工業工学管理学科/大学院 - 建築工学学科/大学院 - 環境工学管理学科/大学院 - 応用化学学科/大学院 - バイオテクノロジー研究所 - デザイン学部 - 建築都市設計研究所 - 建築学科 - 視覚コミュニケーションデザイン学科 - 工業デザイン学科 - 設計研究所 - 都市計画景観建築学科 | - 人文社会学部 - 応用外国語学科/大学院 - 放送芸術学科 - 幼児保育学科/大学院 - 社会工作学科 - 教職養成センター - 外国語センター - 情報学部 - 情報工学学科/大学院 - 情報管理学科/大学院 - 情報技術研究所博士課程 - インターネット通信研究所 |

## 歴代学長
| 代    | 氏名   | 任期             |
| ----- | ------ | ---------------- |
| 初代  | 曽騰光 | 1994年 － 2002年 |
| 第4代 | 楊濬中 | 2002年 － 2005年 |
| 第5代 | 鍾任琴 | 2005年 － 現在   |